# Australodynerus unipunctatus
Australodynerus unipunctatus är en stekelart som beskrevs av Giordani Soika 1993. Australodynerus unipunctatus ingår i släktet Australodynerus och familjen Eumenidae. Inga underarter finns listade.